# Citra (emulador)
Citra es un emulador descontinuado libre y de código abierto de la consola portátil Nintendo 3DS para Windows, macOS, Linux, y Android. El nombre de Citra se deriva de "CTR", que es el nombre del modelo de la 3DS original. Citra puede ejecutar juegos homebrew y juegos comerciales.
Está programado en C++ y su código fuente fue publicado bajo licencia GPL.
En abril de 2020 se lanzaron sus primeras versiones estables, pero este ya podía ejecutar prácticamente todos los juegos homebrew, así como muchos juegos comerciales, cuando estaba activo, recibía actualizaciones casi a diario, en sus canales Nightly y Canary. Requería OpenGL versión 3.3. o Vulkan 1.1 para ejecutarse, aunque también podía ejecutarse vía software. El nombre de Citra se deriva de CTR, que es el nombre del modelo del 3DS original. Citra no funciona muy bien con PC más antiguas y debe ejecutarse en una CPU x64.
Citra es software libre y de código abierto y está disponible para Windows, macOS y Linux. La mayor parte del desarrollo ocurría en GitHub, y cuando estaba activo, más de 120 desarrolladores ya habían contribuido al proyecto de Citra en GitHub. En abril de 2020, el equipo Citra anunció la compatibilidad con los juegos de New Nintendo 3DS y el soporte para guardar estados, y en mayo de 2020, anunciaron una versión de Citra para Android.
Citra se creó inicialmente en abril de 2014. El primer juego comercial de Nintendo 3DS en ser ejecutado por Citra fue The Legend of Zelda: Ocarina of Time 3D. Citra también puede ejecutar otros juegos, como por ejemplo Animal Crossing: New Leaf y Sonic Generations.
Citra puede iniciar juegos de Pokémon desde el 30 de diciembre de 2015. Asimismo, desde el 22 de febrero de 2016, el sitio web oficial de Citra ha cambiado significativamente. Desde el 21 de mayo de 2016, Citra puede emular el sonido del videojuego, y ha tenido un compilador JIT desde el 15 de septiembre de 2016. A partir de la última versión, Pokémon Sol y Pokémon Luna son completamente jugables, un hito en el desarrollo de emuladores.
Cuando estaba activo, los responsables de Citra también estaban a cargo del desarrollo del primer emulador de Nintendo Switch, yuzu.

## Cierre
Citra fue descontinuado junto con yuzu el 4 de marzo de 2024, como resultado del juicio de  Nintendo contra Tropic Haze, la empresa que gestionaba a ambos emuladores. 

## Sucesor

### Citra Enhanced
El 10 de marzo de 2024, el desarrollador conocido como Gamer64 anunció en Discord que Citra Enhanced, el emulador de 3DS basado en Citra, va a ser continuado y renombrado en respuesta al fin del desarrollo de Citra, convirtiéndose así en el único sucesor a la vista. El nuevo nombre del proyecto es Lemonade y, por ahora, es un emulador experimental de código abierto, que pretende replicar la funcionalidad de la Nintendo 3DS en varios sistemas operativos, como Windows, Linux y Android. El proyecto, que busca solucionar los problemas de Citra y mejorar su rendimiento y compatibilidad, se encuentra actualmente en su fase inicial con un potencial de futuro aún por explotar.

## Requisitos del sistema
Citra utiliza un intérprete para emular la CPU de la 3DS, así como un software de renderizado para la GPU. Como es de esperar, esto es muy ineficiente, por lo que es dudoso que la mayoría del hardware disponible sería lo suficientemente rápido como para ejecutar los juegos a toda velocidad.
Cabe destacar que uno de los requisitos principales para usar la versión oficial de Citra es un chip de gráficos compatible con,  al menos, OpenGL 3.3 o Vulkan 1.1 y un sistema operativo de 64 bits para que pueda ejecutarse en un PC, pero que requiere un procesador con el rendimiento más alto posible por núcleo.

## Historial de Logos

Primer logotipo de Citra (2015)
Segundo logotipo de Citra (2016)